# 大林良一
大林 良一（おおばやし りょういち、1899年11月17日 -1988年10月18日 ）は、日本の社会保険学者。一橋大学名誉教授。第5代学校法人成城学園学園長、第9代成城大学学長。元日本保険学会理事長。

## 経歴
1899年、愛知県宝飯郡八幡村（現豊川市）生まれ。愛知県立第二師範学校（現愛知教育大学）病気退学を経て、1921年に旧制海城中学校を卒業。同年東京商科大学附属商業教員養成所に入学、1924年に同校を卒業した。同1924年より1年間、志願兵となった。東京市立四谷商業実務学校（現東京都立四谷商業高等学校）教諭などを経て、1931年に東京商科大学（現一橋大学）本科を卒業、同大学研究科に進んだが、1934年に退学。
1934年、東京商科大学補手に採用された。1937年、東京商科大学附属商学専門部講師となり、1938年には東京商科大学附属商学専門部教授に昇格。1941年、臨時召集により第52軍 (日本軍)入隊。
戦後は、1950年に一橋大学教授に就いた。学内では、1958年から1963年まで一橋大学評議員、1958年から1960年まで一橋大学商学部長・商学部附属産業経営研究施設を務めた。1959年、学位論文『団体保険論』を一橋大学に提出して商学博士号を取得。1963年、一橋大学を定年退官し、名誉教授となった。その後は、1971年から1973年まで第9代成城大学学長。1973年から1977年まで第5代学校法人成城学園学園長を務めた。また、各種審議会委員についても歴任した。

## 研究内容・業績
研究を始めた初期には藤本幸太郎の下で損害保険研究を行っていたが、その後社会保険研究を専攻した石川文吾により始められた一橋大学の保険学講座を引き継ぎ、社会保険研究で業績を残した。

## 家族・親族
- 息子：大林太良は民族学、神話学研究者。東京大学名誉教授。

## 著作
著書
- 『航空保険論』巌松堂, 1934年
- 『社会保険』春秋社, 1952年
- 『保険』弘道館, 1954年
- 『保険理論』春秋社, 1960年
- 『団体保険論』有斐閣, 1961年